# 薩爾文達·庫蘇馬瓦德哈尼
薩爾文達·庫蘇馬瓦德哈尼·蘇其蘭（1967年8月22日—），已退役印尼女子羽球運動員。
儘管相較於年輕的印尼隊友王蓮香有些黯然失色，薩爾文達依舊被評為1980年代末期至1990年代初期世界頂尖的單打選手，儘管相較於她的年輕印尼隊友王蓮香有些黯然失色。她的頭銜包括荷蘭羽球公開賽（1987年、1991年、1992年）、瑞士羽球公開賽（1990年、1991年）、馬來西亞羽球公開賽（1991年）、羽球世界盃（1990年）和東南亞運動會（1991年）。
在羽球界三項最負盛名的個人賽事中，她曾在1989年IBF世界錦標賽上獲得銅牌，並在1991年的下一屆比賽中僅輸給中國選手唐九紅獲得銀牌。她在1991年的全英羽球錦標賽中獲得亞軍，僅輸給王蓮香。在王蓮香贏得金牌的1992年巴塞羅那奧運會上，薩爾文達以最小的差距錯失得獲得獎牌的機會，在四分之一決賽中以以2-11、11-3、11-12輸給後來獲得銀牌的韓國選手方銖賢。她與蔡祥林結婚，後者也是1990年代世界級的印尼男子單打選手之一。

## 外部連結
- 薩爾文達·庫蘇馬瓦德哈尼在BWFBadminton.com（英语）
- 薩爾文達·庫蘇馬瓦德哈尼在BWF.TournamentSoftware.com（英语）
- 薩爾文達·庫蘇馬瓦德哈尼在Olympics.com（英语）
- 薩爾文達·庫蘇馬瓦德哈尼在Olympedia（英语）